# Geyso (Adelsgeschlecht)

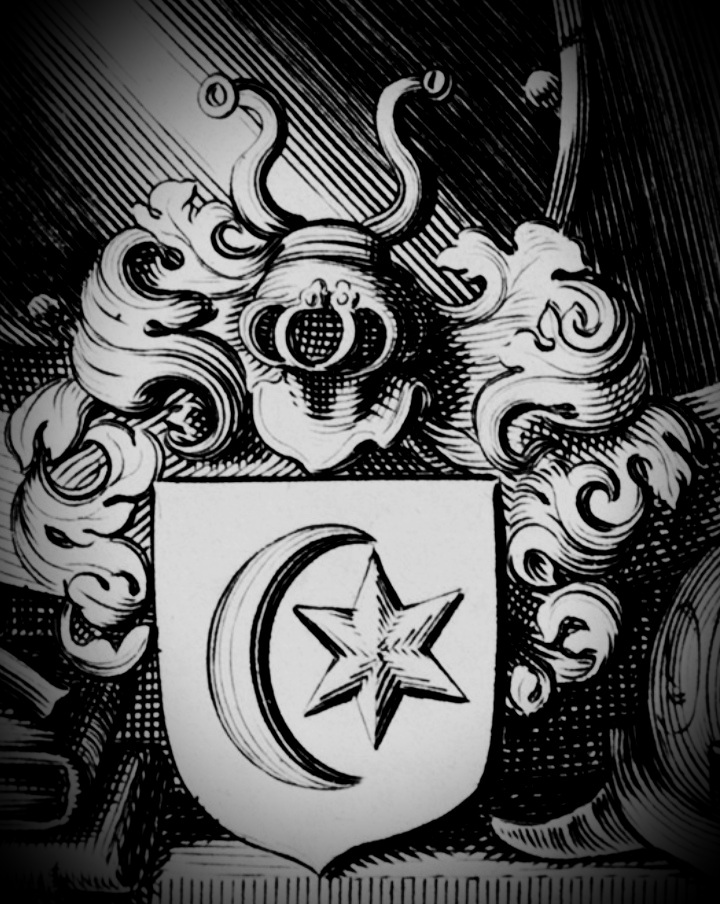
Geyso-Stammwappen (Detail aus Kupferstich von 1651)

Geyso (auch Geiso) ist der Name eines alten, ursprünglichen hessischen Adelsgeschlechts.

## Geschichte
Laut Siebmachers Wappenbüchern zählt die Familie zum hessischen Uradel. Tatsächlich ist der älteste Stammvater Giso (Giese) erst ab 1463 bis 1470 urkundlich belegt. Dessen Sohn Konrad Gyse (Geyse) lebte um 1500 in Melsungen, starb vor 1536 und war Vater des Johannes, der 1531 in Marburg studierte und vor 1563 starb. Des Letzteren Sohn war Peter Geyso, geboren 1555 in Melsungen und gestorben 1613 in Borken, woselbst er hessischer Rentmeister war. Verheiratet war er mit der aus Kassel stammenden Elisabeth Ungefug (1561–1618), Nichte des hessischen Kammermeisters Hermann Ungefug (um 1502–um 1567/1571).
Nach dem Erwerb der Rittergüter in Mansbach und Glaam durch Peters und Elisabeths Sohn Johann Geyso war die Familie ab 1653 Teil der fränkischen Reichsritterschaft. 
Mehrere Familienangehörige erscheinen als Offiziere in der kurbrandenburg-preußischen Armee. So war Erhard von Geyso 1676 beispielsweise kurbrandenburgischer Generalmajor und Kommandeur der Trabanten-Garde zu Preußen.
Am 3. August 1658 erfolgte vom Kaiser Leopold I. die Adelsbestätigung als rittermäßiger Reichsadel mit den Prädikaten „zu Völkershausen und Mansbach“ sowie Wappenbesserung für den hessen-kasselschen Geheimen Kriegsrat und Generalleutnant Johann Geyso.
Zweige der Familie wurden 1811 als Freiherren anerkannt. Am 7. Dezember 1867 erfolgte für Wilhelm Karl August Amalius von Geyso die herzöglich sachsen-meiningsche Anerkennung des Freiherrenstandes durch Ministerialreskript.

## Bekannte Familienmitglieder
- August von Geyso (Politiker) (1802–1861), deutscher Politiker
- August von Geyso (General) (1861–1935), deutscher Generalleutnant
- Eckhard von Geyso (1891–1982), deutscher Generalmajor
- Franz von Geyso (1803–1870), deutscher Offizier und Politiker
- Franz von Geyso (Offizier) (1855–1925), preußischer Offizier und Geschichtsforscher
- Friedrich von Geyso (Politiker) (Carl Friedrich von Geyso; 1793–1835), deutscher Offizier und Politiker, MdL Kurhessen
- Friedrich August von Geyso (1715–1787), deutscher Generalmajor
- Johann von Geyso (1593–1661), deutscher Gutsherr und Generalleutnant
- Johann Erhard Ludwig von Geyso (1624–1707), deutscher Generalmajor
- Julius von Geyso (1827–1891), deutscher Offizier, Mitglied des Kurhessischen Kommunallandtages
- Peter-Johannes von Geyso (* 1941), deutscher Generalmajor
- Wilhelm von Geyso (1800–1871), deutscher Kammerherr und Politiker

## Wappen
Blasonierung: Gespalten; vorn ein roter Löwe golden gekrönt, in Silber; hinten ein auswärtsgekehrter goldener Halbmond, zwischen dessen Hörnern ein goldener Stern, in Blau. Zwei Helme: 1) blaue Büffelhörner, dazwischen der goldene Stern. 2) der rote Löwe wachsend. Helmdecken: blau-golden, rot-silbern.
Historische Wappenvarianten

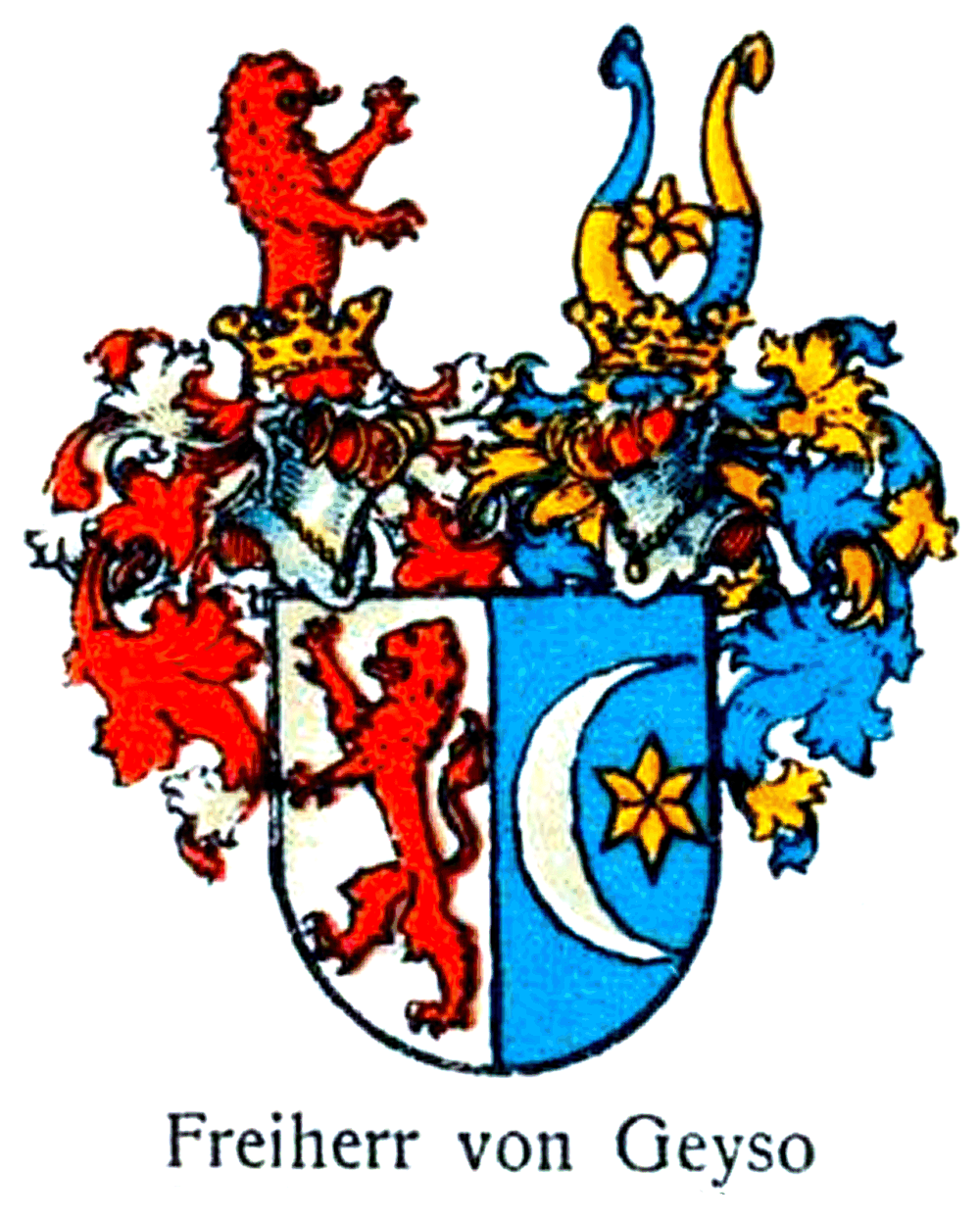
Wappen der Freiherren von Geyso von Adolf Matthias Hildebrandt
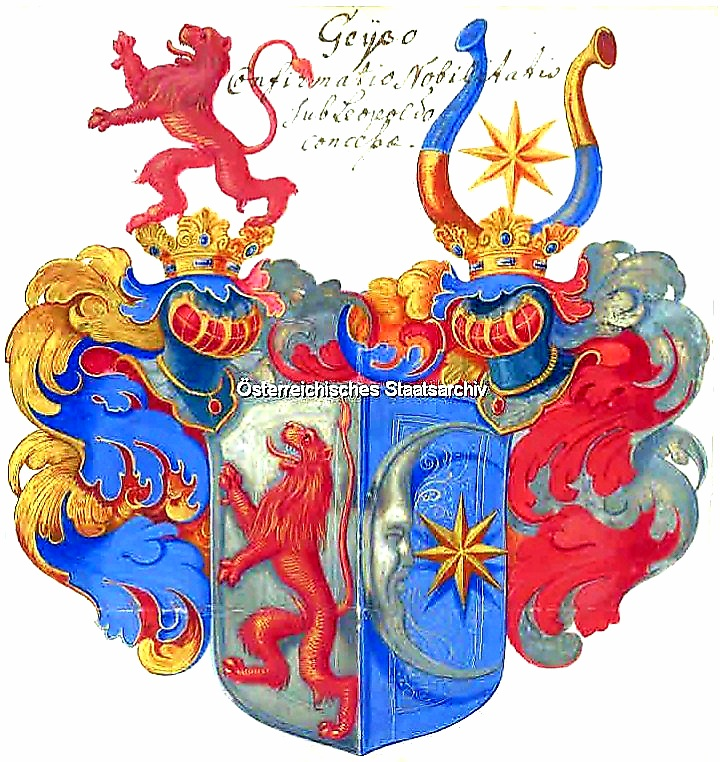
Wappen derer von Geyso 1716, Bestätigung der Besserung von 1658, Österreichisches Staatsarchiv
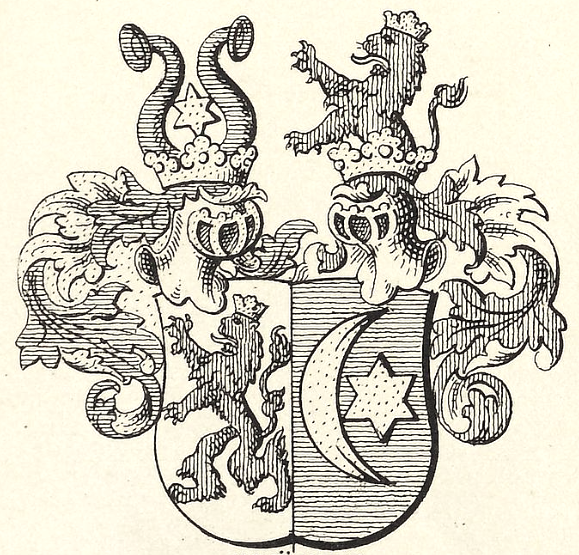
Wappen derer von Geyso in Siebmachers Wappenbuch